# Улица Балчуг

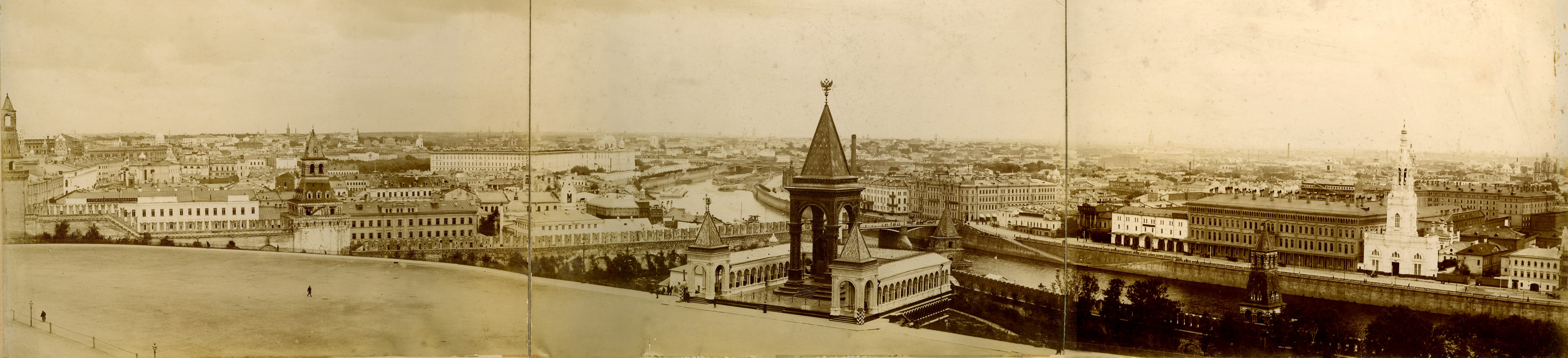
Балчуг на панораме Москвы 1901 года

Улица Ба́лчуг — улица в Москве, в районе Водоотводного канала. Длина улицы — приблизительно 0,25 км. Улица Балчуг ограничена Москвой-рекой и Водоотводным каналом и проходит от Раушской набережной до Садовнической набережной, за Чугунным мостом переходя в Пятницкую улицу.

## Происхождение названия
Слово «балчуг» — тюркского происхождения: балчык — «грязь, болото, трясина, влажная земля, глина». По другой версии — вероятно, от слова «балчук» — рыбный торг, привоз, базар. Улица Балчуг в Москве находится в районе древнего московского урочища Болото. Эта часть поймы, низкого берега реки Москвы в старину представляла собой сырое, мокрое место — настоящее болото, что было связано и с низким уровнем берега, и с частыми наводнениями после сильных дождей и весенних паводков (лишь в 1786 году в Москве был создан из речной старицы Водоотводный канал, что и привело к осушению местности).

## Описание

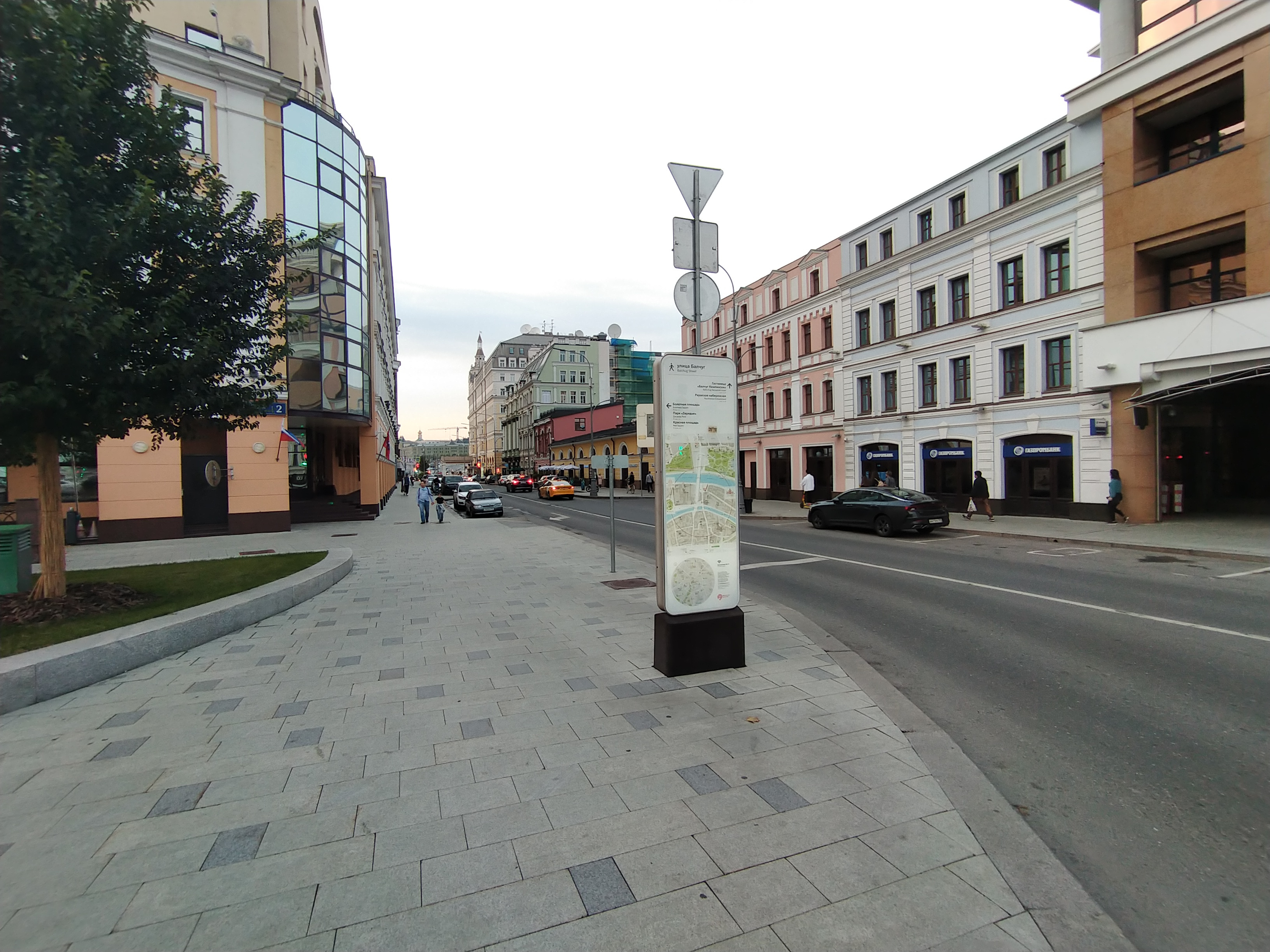
Начало улицы

## История
Улица Балчуг — одна из самых старинных московских улиц, возникшая в конце XIV века в местности Балчуг. В XVIII веке напротив неё был перекинут деревянный мост через Москву-реку, соединивший Кремль и расположенный к востоку от него посад с дорогой, шедшей на юг.
В 1552 году на Балчуге Иван Грозный открыл первый московский кабак, который представлял собой постоялый двор, где продавались кушанья и напитки. В XVI—XVII веках здесь находилась одна из царских Садовых слобод, городские бани и продуктовый рынок. В конце XIX — начале XX веков на этой улице преобладали дома лавочников и торговцев.

## Примечательные здания и сооружения
- № 1 — Гостиница «Балчуг Кемпински Москва». В 1898 году на этом месте был построен доходный дом. С 1928 по 1932 год — гостиница «Новомосковская», с 1939 по 1957 год — общежитие Народного комиссариата иностранных дел, с 1957 года — гостиница «Бухарест». После реконструкции 1989—1992 годов обрела нынешний вид и название; здание было фактически построено заново (была сохранена лишь фасадная стена), облик его претерепел изменения (в частности, появилась башенка, характерная для лужковского стиля)[4].
- № 7 — Бизнес-центр «Балчуг-плаза», здание класса А общей площадью более 27 тыс. кв. м., построенное в 2005 году.

## Транспорт
- Автобус: с920.